# Заговельев, Александр Петрович
Александр Петрович Заговельев (9 [22] мая 1902, Курка Гора, Плесецкий район — 11 июля 1979, Москва) — советский хозяйственный, государственный и политический деятель.

## Биография
Родился в 1902 году в деревне Курка Гора Холмогорского уезда. Член ВКП(б) с 1926 года.
С 1924 года — на хозяйственной, общественной и политической работе. В 1924—1961 гг. — в РККА, секретарь сельсовета, заместитель председателя, председатель Плесецкого райисполкома Архангельской области, инструктор, председатель правления Союза работников лесохимической кооперации, член президиума, заместитель председателя, председатель президиума Казахского совета промысловой кооперации, заместитель председателя, первый заместитель председателя Совнаркома, председателя Совета Министров Казахской ССР, председателя правления Центрального совета промысловой кооперации СССР, председателя Совета промысловой кооперации РСФСР, председатель ликвидационной комиссии Совета промысловой кооперации РСФСР.
Избирался депутатом Верховного Совета СССР 2-го и 3-го созывов, Верховного Совета Казахской ССР 2-го созыва, Верховного Совета РСФСР 5-го созыва.
Умер в 1979 году.

## Награды
Награждён орденом «Знак Почёта» (05.11.1940) «в связи с 20-летним юбилеем Казахской ССР, за достижения в развитии промышленности, сельского хозяйства, науки и искусства».